# Ullviu petit
L'ullviu petit (Erythromma viridulum) és una espècie d'odonat zigòpter de la família Coenagrionidae. És molt similar a l'Erythromma najas. És present a Catalunya.

## Aspecte

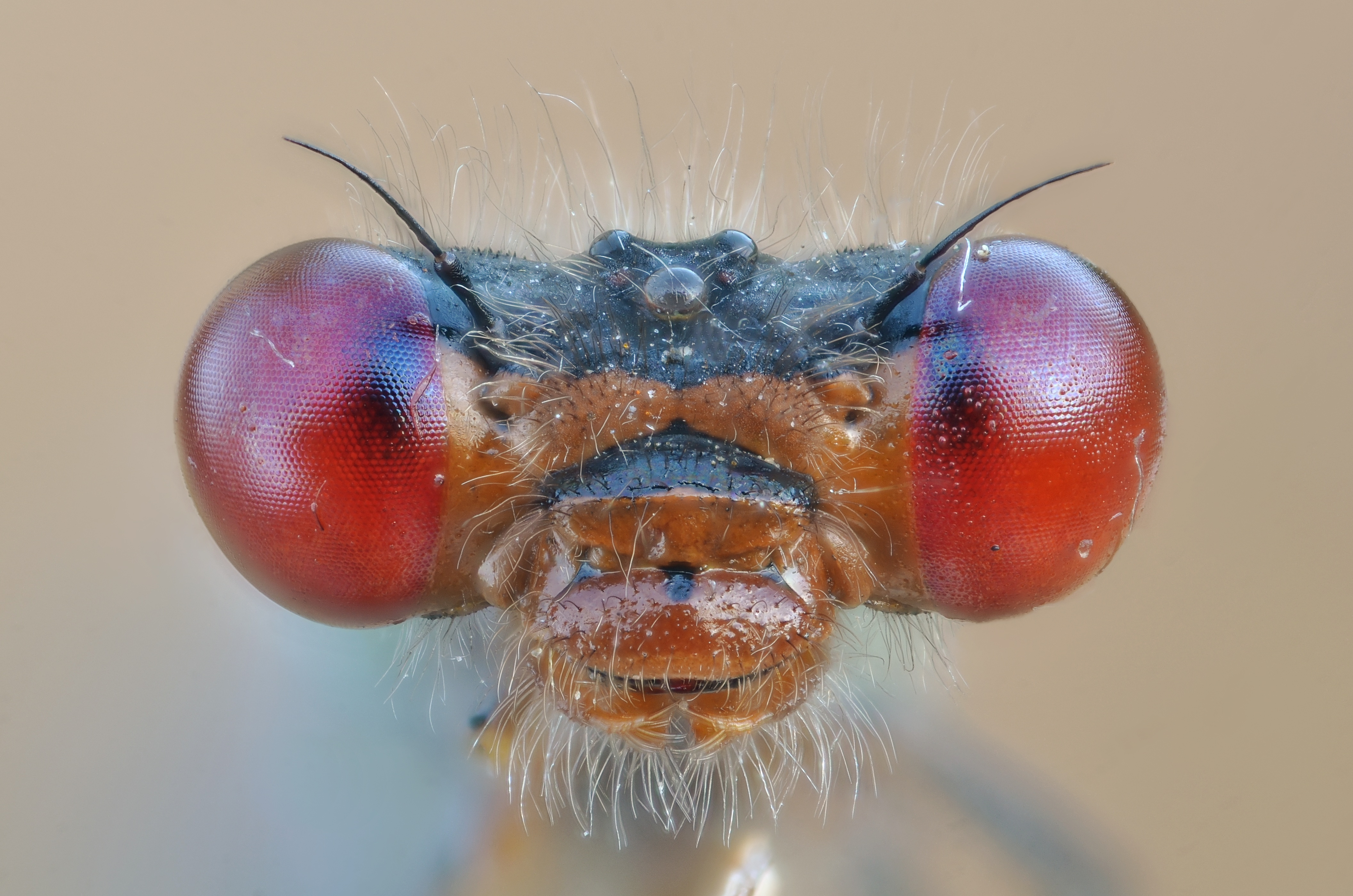
Ulls

L'espècie és un petit odonat que fa uns 29 mil·límetres de llargada, de coloració negra amb taques blaves. Els seus ulls grans i espaiats són d'un vermell intens. Ambdós sexes tenen taques pàl·lides darrere dels ulls i tenen el pterostigma marró pàl·lid.
El mascle té la part superior del tòrax de color negre amb els costats blaus.
La femella té els costats del tòrax de color groguenc, verdós o blavós. La vora posterior del pronot és arrodonida.
Vist des del costat, el segon i el vuitè segment de l'abdomen del mascle són majoritàriament blaus; això el distingeix de l'Erythromma najas que els té majoritàriament negres.

## Posta
L'ullroig fa la posta en estanys, llacs i basses i, a l'Europa continental, en rius lents. Sembla que és molt capaç de tolerar l'aigua salobre.
La femella fa la posta en tàndem sobre les tiges i fulles de les plantes flotants. Les larves viuen entre la vegetació aquàtica i probablement emergeixen després d'un any.

## Comportament
L'aparellament es produeix sobre les plantes flotants o en els marges. Quan perxa sobre les plantes flotants, el mascle té el seu abdomen lleugerament corbat (Erythromma najas el manté recte).

## Distribució
Es distribueix pel sud i centre d'Europa, el nord d'Àfrica i part de l'Àsia occidental.
Les poblacions d'aquesta espècie en el nord-oest d'Europa van augmentar en la part última del segle xx.
El 1999 l'espècie va ser observada a la Gran Bretanya per primer cop. Des de llavors ha augmentat la seva distribució considerablement.

## Galeria

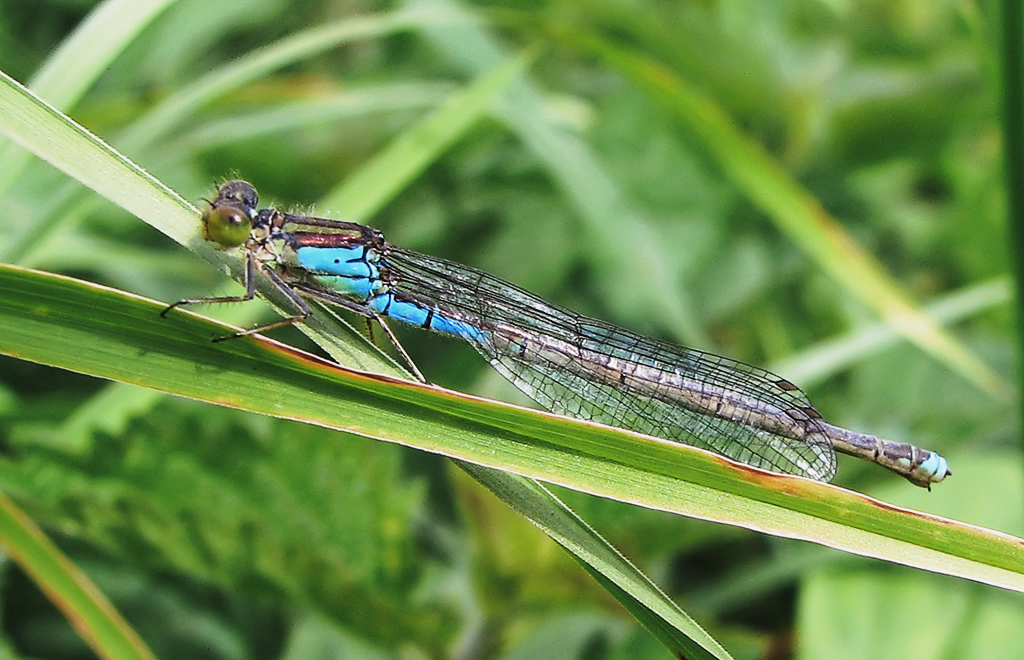
Erythromma viridulum femella
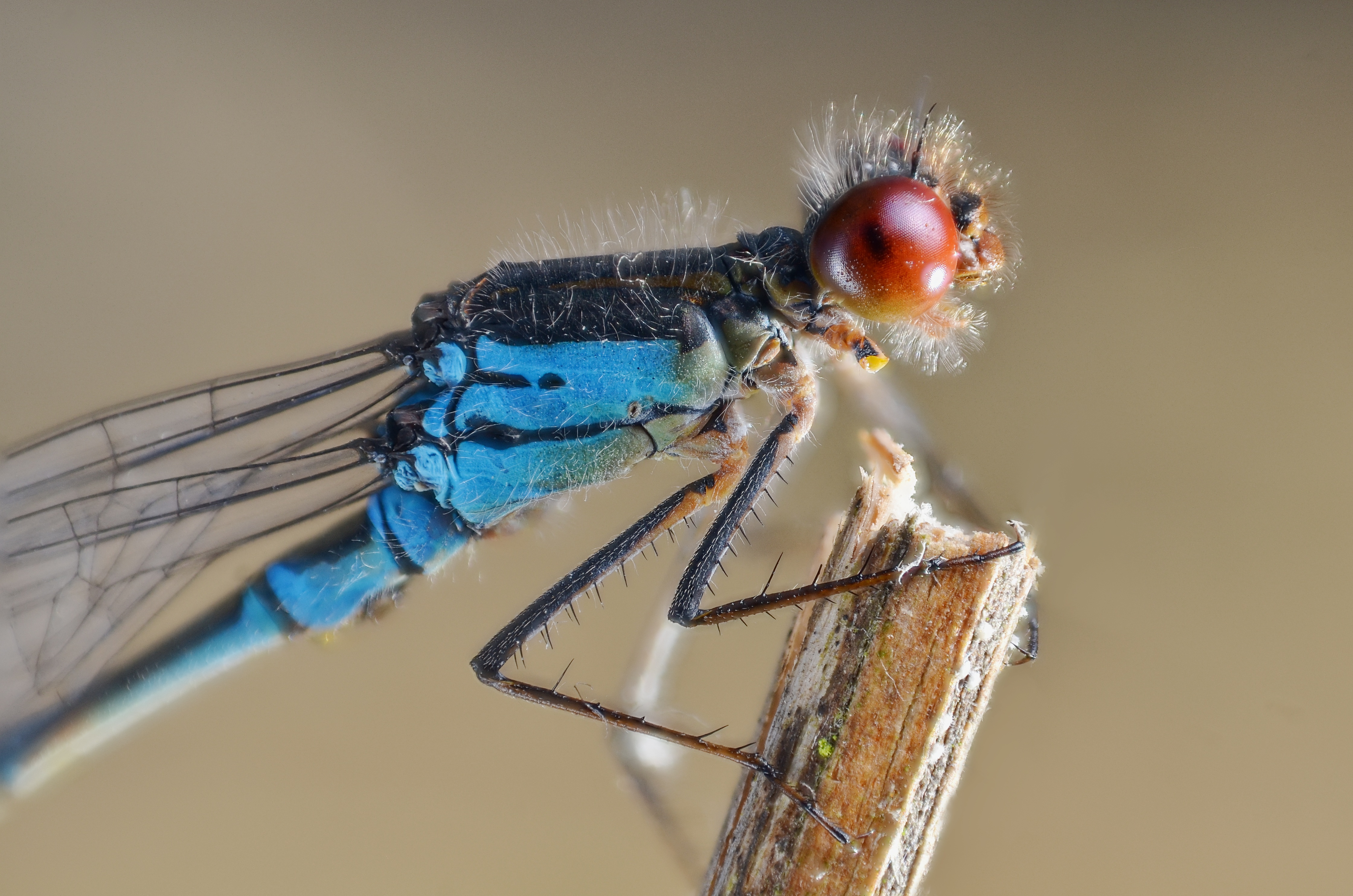
Erythromma viridulum mascle
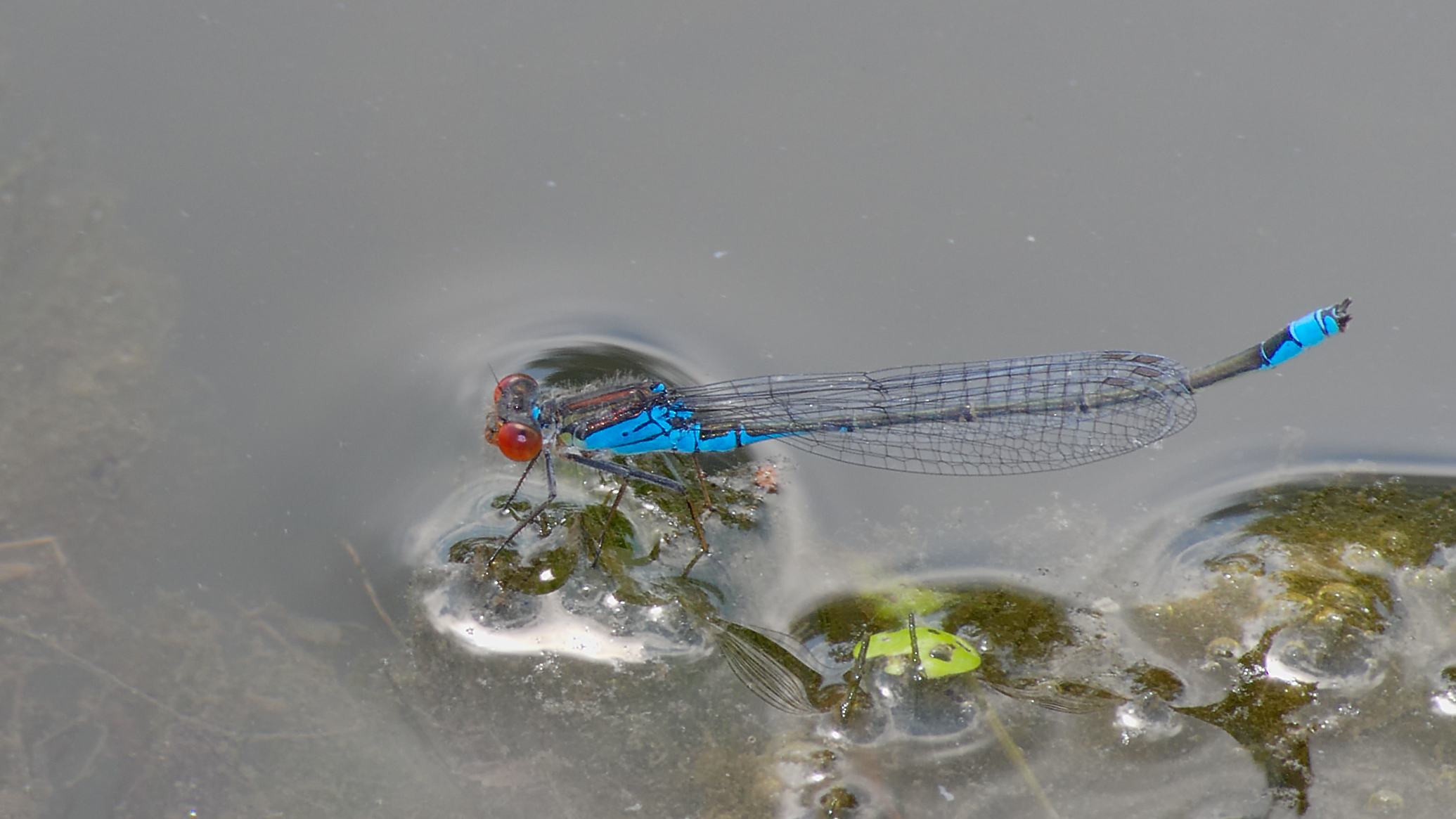
Erythromma viridulum mascle
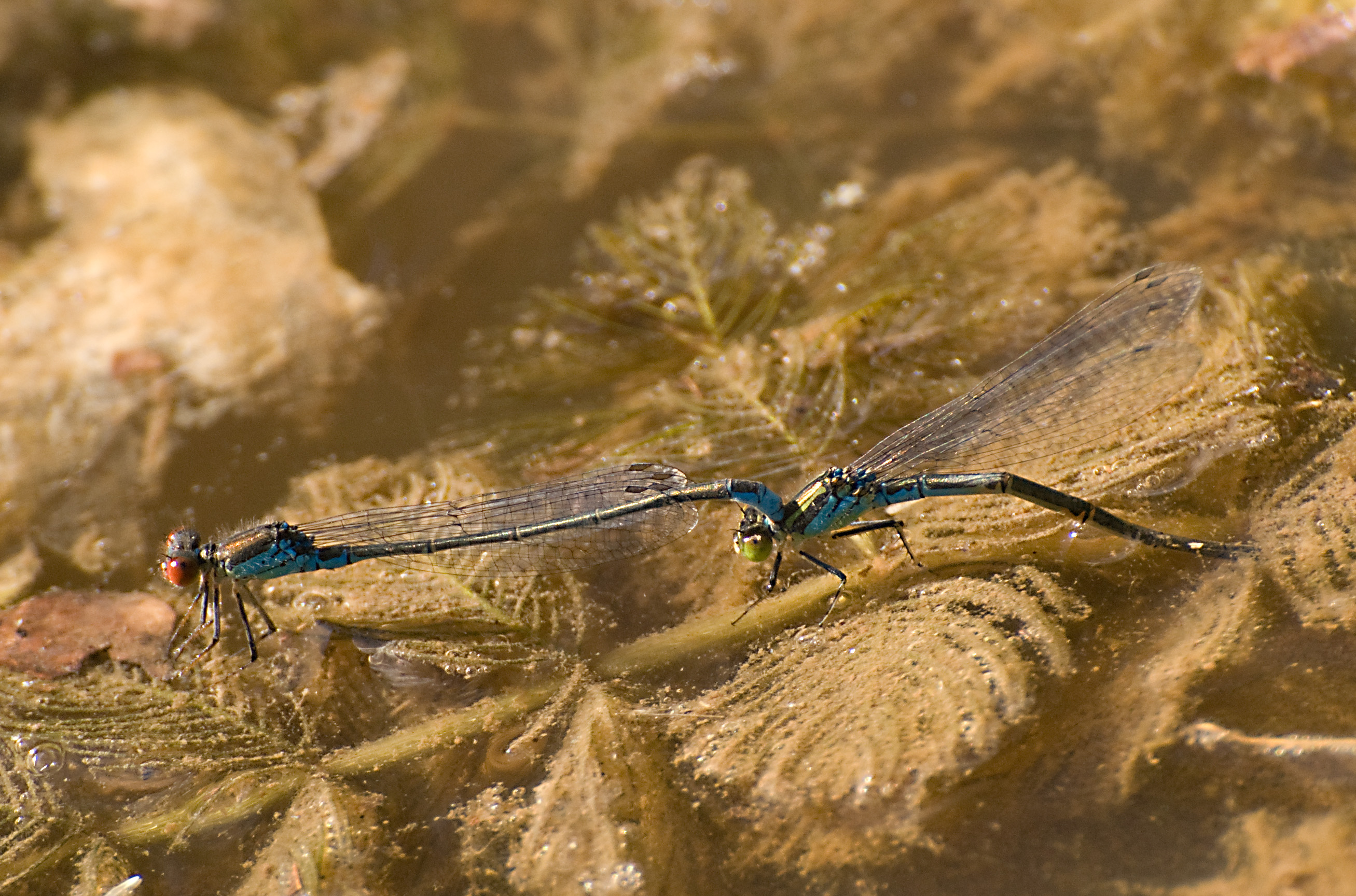
Erythromma viridulum posta
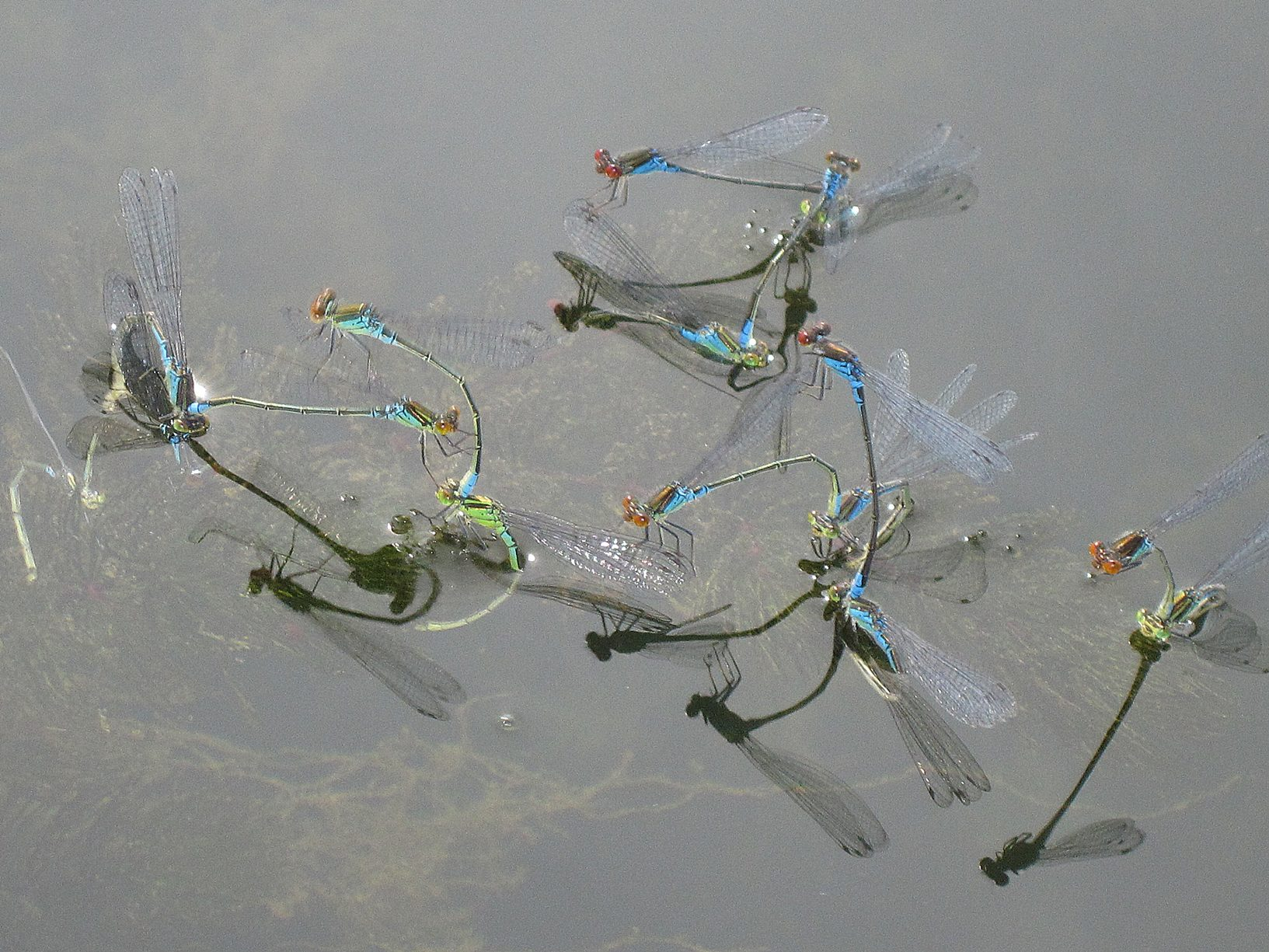
Erythromma viridulum posta
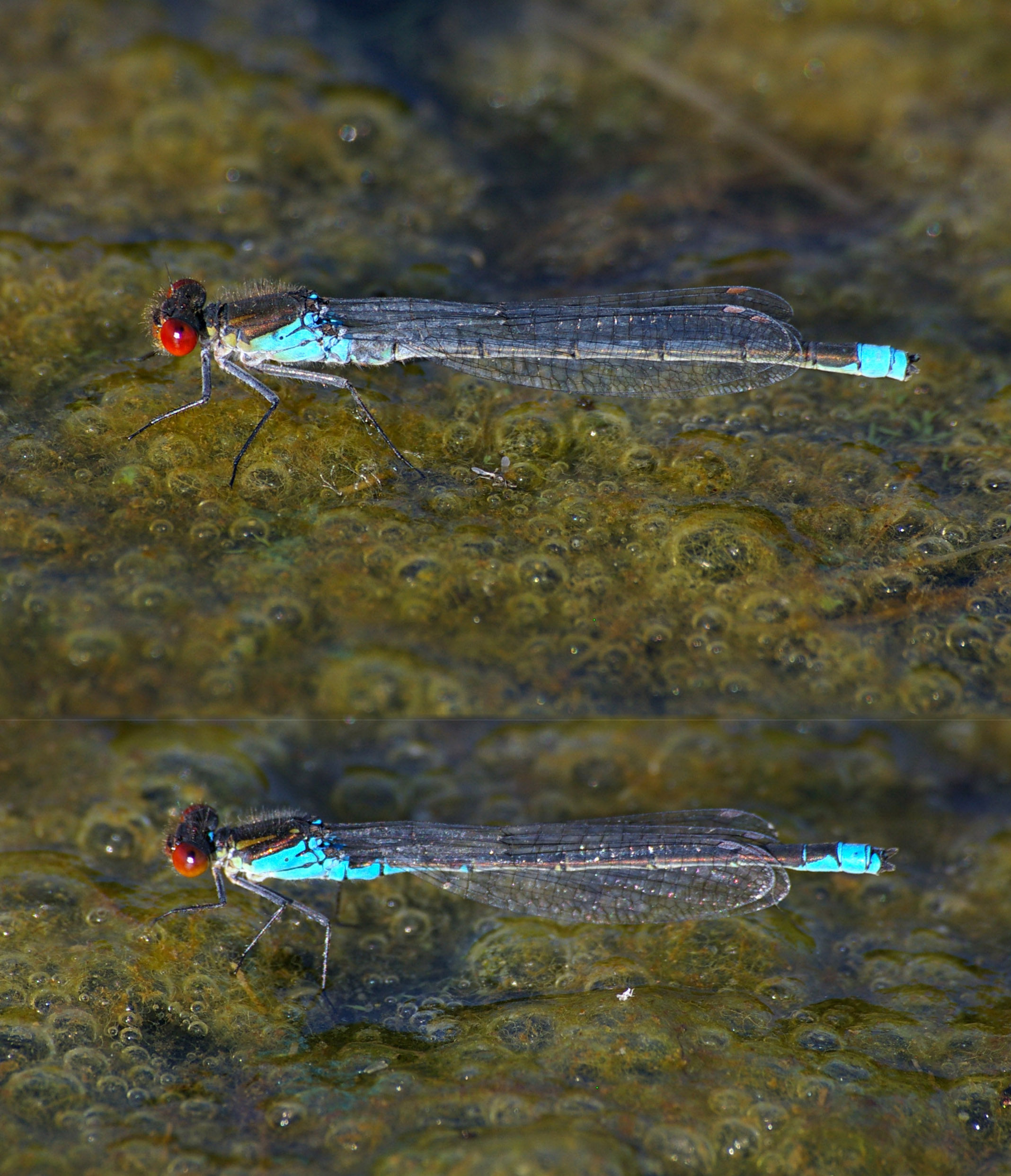
Comparació entre mascles Erythromma najas (superior) i Erythromma viridulum (inferior)